# Contea di Changning
La contea di Changning (昌宁县S, Chāngníng XiànP) è una contea della Cina, situata nella provincia di Yunnan e amministrata dalla prefettura di Baoshan.